# Output (Film)
Output ist ein deutscher Kriminalfilm von Regisseur Michael Fengler aus dem Jahr 1974. Der Film basiert auf dem Buch Ich hab noch einen Toten in Berlin von Ulf Miehe.

## Inhalt
In Berlin plant der Regisseur Gorski mit seinem Drehbuchautor Benjamin den perfekten Raub für einen Kriminalfilm. Als der Raub perfekt scheint, führen sie ihn nicht auf, sondern setzen ihn in die Tat um. Dabei überfallen sie einen Geldtransporter mit Soldgeld für amerikanische Soldaten. Der Überfall gelingt und die Gruppe setzt sich mit dem Geld ins Ausland ab.

## Rezeption
Der Filmdienst schreibt: „Die lohnenden kritisch-satirischen Ansätze der Geschichte werden leider durch die temperamentlose Inszenierung weitgehend vertan.“

## Produktion
Der Film wurde am 19. Dezember 1974 in Berlin uraufgeführt. Er basiert auf dem Roman Ich hab noch einen Toten in Berlin von Ulf Miehe. Der Film wurde über Filmverlag der Autoren vertrieben.